# Aquile e scoiattoli
Aquile e scoiattoli è il terzo album del gruppo musicale italiano Latte e Miele, pubblicato dalla Magma nel 1976.

## Tracce
Lato A
1. Aquile e scoiattoli – 3:41 (Massimo Gori, Luciano Poltini, Mimmo Damiani, Alfio Vitanza)
2. Vacche sacre - Falso menestrello – 5:09 (Massimo Gori, Luciano Poltini, Mimmo Damiani, Alfio Vitanza)
3. Menestrello – 5:09 (Massimo Gori, Luciano Poltini, Mimmo Damiani, Alfio Vitanza)
4. Opera 21 – 5:00 (Beethoven, adattamento di Luciano Poltini, Mimmo Damiani)

Durata totale: 18:59
Lato B
1. Pavana – 23:26 (Giuseppe Biso, Latte e Miele)

Durata totale: 23:26
Edizione CD del 2011, pubblicato dalla Belle Antique Records (BELLE 111868)
1. Aquile e scoiattoli – 3:39 (M. Gori, L. Poltini, M. Damiani, A. Vitanza)
2. Vacche sacre - Falso menestrello – 5:12 (M. Gori, L. Poltini, M. Damiani, A. Vitanza)
3. Menestrello – 5:10 (M. Gori, L. Poltini, M. Damiani, A. Vitanza)
4. Opera 21 – 5:03 (Beethoven, adattamento di L. Poltini, M. Damiani)
5. Pavana – 23:45 (G. Biso, Latte e Miele)
6. Un mattino – 4:29 (Vittorio De Scalzi, Alessandro Masuero) – Bonus Track
7. Un silenzio diviso in due – 3:57 (Massimo Gori, Luciano Poltini) – Bonus Track
8. Per poter vivere – 4:18 – Bonus Track

Durata totale: 55:33

## Musicisti
Gruppo
- Alfio Vitanza - batteria, percussioni, chitarra a 12 corde, voce
- Massimo Gori - basso, chitarra elettrica, chitarra acustica, chitarra slide, voce
- Luciano Poltini - organo Hammond, sintetizzatore moog, clavinet, pianoforte, voce
- Mimmo Damiani - pianoforte, Fender Rhodes, solina, pianoforte elettrico, eminent, chitarra, voce

Altri musicisti
- Divo Gori - violino (brano: Menestrello)
- Aldo De Scalzi - sax (brano: Pavana)
- Leonardo Lagorio - sax (brano: Pavana)
- Vittorio De Scalzi - flauto (brano: Pavana)
- Karaghiosoff - flauto (brano: Vacche sacre)